# Puławy
Puławy is een stad in het Poolse woiwodschap Lublin, gelegen in de powiat Puławski, nabij Kazimierz Dolny. De oppervlakte bedraagt 50,49 km², het inwonertal 50.179 (2005).

## Verkeer en vervoer
- Station Puławy

## Geschiedenis
In 1671 tot 1679 werd in opdracht van magnaat Stanisław Herakliusz Lubomirski in Puławy een paleis gebouwd naar barok ontwerp van de Nederlandse architect Tielman van Gameren. In 1706 werd het paleis grotendeels vernield door het Zweedse leger. Op de resten werd een nieuw paleis gebouwd in rococostijl. In 1784 werd Puławy bezit van prins Adam Kazimierz Czartoryski en zijn vrouw Izabela Czartoryska. Zij vormden het paleis om tot museum en cultureel centrum. Een deel van de collectie werd tijdens de Novemberopstand veiliggesteld en later ondergebracht in het Czartoryski Museum in Kraków, onder beheer van de Princes Czartoryski Foundation. Het paleis werd van 1840-43 verbouwd in classicistische stijl.
In 1906 kreeg Puławy stadsrechten.
In 1920 versloeg Józef Piłsudski met een aanval vanuit Puławy het Russische leger en herstelde de Poolse onafhankelijkheid, die duurde tot de Tweede Wereldoorlog. De nazi's bouwden drie concentratiekampen in de omgeving van de stad. De joodse populatie van de stad (3.600 personen) werd vermoord.
In 1966 werd een chemische fabriek (Zakłady Azotowe Puławy) gebouwd ten noorden van de stad. Het werd een van de grootste producenten van melamine ter wereld.

## Geboren
- Konrad Czerniak (11 juli 1989), zwemmer
- Filip Maciejuk (3 september 1999), wielrenner

## Stedenband
Puławy was een partnerstad van de Nederlandse gemeente Nieuwegein (provincie Utrecht). In 2015 werd de stedenband al formeel verbroken en onderhielden de steden nog slechts een informele vriendschapsband. In 2020 besloot de gemeente Nieuwegein alle banden te verbreken, naar aanleiding van het instellen van LGBT-vrije zones door Puławy 